# Evezés az 1984. évi nyári olimpiai játékokon
Az 1984. évi nyári olimpiai játékokon az evezésben tizennégy versenyszámban osztottak érmeket.

## Éremtáblázat
(A rendező ország csapata eltérő háttérszínnel, az egyes számoszlopok legmagasabb értéke, vagy értékei vastagítással kiemelve.)
| Az 1984. évi nyári olimpiai játékok éremtáblázata evezésben | Az 1984. évi nyári olimpiai játékok éremtáblázata evezésben | Az 1984. évi nyári olimpiai játékok éremtáblázata evezésben | Az 1984. évi nyári olimpiai játékok éremtáblázata evezésben | Az 1984. évi nyári olimpiai játékok éremtáblázata evezésben | Olimpia  |
| ----------------------------------------------------------- | ----------------------------------------------------------- | ----------------------------------------------------------- | ----------------------------------------------------------- | ----------------------------------------------------------- | -------- |
|                                                             | Ország                                                      | Arany                                                       | Ezüst                                                       | Bronz                                                       | Összesen |
| 1.                                                          | Románia (ROU)                                               | 6                                                           | 2                                                           | 0                                                           | 8        |
| 2.                                                          | Egyesült Államok (USA)                                      | 2                                                           | 5                                                           | 1                                                           | 8        |
| 3.                                                          | Kanada (CAN)                                                | 1                                                           | 2                                                           | 3                                                           | 6        |
| 4.                                                          | NSZK (FRG)                                                  | 1                                                           | 1                                                           | 1                                                           | 3        |
| 5.                                                          | Új-Zéland (NZL)                                             | 1                                                           | 0                                                           | 1                                                           | 2        |
| 6.                                                          | Finnország (FIN)                                            | 1                                                           | 0                                                           | 0                                                           | 1        |
| 6.                                                          | Olaszország (ITA)                                           | 1                                                           | 0                                                           | 0                                                           | 1        |
| 6.                                                          | Nagy-Britannia (GBR)                                        | 1                                                           | 0                                                           | 0                                                           | 1        |
|                                                             |                                                             |                                                             |                                                             |                                                             |          |
| 9                                                           | Ausztrália (AUS)                                            | 0                                                           | 1                                                           | 2                                                           | 3        |
| 10.                                                         | Belgium (BEL)                                               | 0                                                           | 1                                                           | 1                                                           | 2        |
| 10.                                                         | Hollandia (NED)                                             | 0                                                           | 1                                                           | 1                                                           | 2        |
| 12.                                                         | Spanyolország (ESP)                                         | 0                                                           | 1                                                           | 0                                                           | 1        |
|                                                             |                                                             |                                                             |                                                             |                                                             |          |
| 13.                                                         | Dánia (DEN)                                                 | 0                                                           | 0                                                           | 2                                                           | 2        |
| 14.                                                         | Jugoszlávia (YUG)                                           | 0                                                           | 0                                                           | 1                                                           | 1        |
| 14.                                                         | Norvégia (NOR)                                              | 0                                                           | 0                                                           | 1                                                           | 1        |
|                                                             |                                                             |                                                             |                                                             |                                                             |          |
| Összesen                                                    | Összesen                                                    | 14                                                          | 14                                                          | 14                                                          | 42       |

## Férfi

### Éremtáblázat
(A rendező ország csapata eltérő háttérszínnel, az egyes számoszlopok legmagasabb értéke, vagy értékei vastagítással kiemelve.)
| Az 1984. évi nyári olimpiai játékok éremtáblázata férfi evezésben | Az 1984. évi nyári olimpiai játékok éremtáblázata férfi evezésben | Az 1984. évi nyári olimpiai játékok éremtáblázata férfi evezésben | Az 1984. évi nyári olimpiai játékok éremtáblázata férfi evezésben | Az 1984. évi nyári olimpiai játékok éremtáblázata férfi evezésben | Olimpia  |
| ----------------------------------------------------------------- | ----------------------------------------------------------------- | ----------------------------------------------------------------- | ----------------------------------------------------------------- | ----------------------------------------------------------------- | -------- |
|                                                                   | Ország                                                            | Arany                                                             | Ezüst                                                             | Bronz                                                             | Összesen |
| 1.                                                                | Egyesült Államok (USA)                                            | 1                                                                 | 3                                                                 | 5                                                                 |          |
| 2.                                                                | NSZK (FRG)                                                        | 1                                                                 | 1                                                                 | 0                                                                 | 2        |
| 2.                                                                | Románia (ROU)                                                     | 1                                                                 | 1                                                                 | 0                                                                 | 2        |
| 4.                                                                | Kanada (CAN)                                                      | 1                                                                 | 0                                                                 | 2                                                                 | 3        |
| 5.                                                                | Új-Zéland (NZL)                                                   | 1                                                                 | 0                                                                 | 1                                                                 | 2        |
| 6.                                                                | Finnország (FIN)                                                  | 1                                                                 | 0                                                                 | 0                                                                 | 1        |
| 6.                                                                | Nagy-Britannia (GBR)                                              | 1                                                                 | 0                                                                 | 0                                                                 | 1        |
| 6.                                                                | Olaszország (ITA)                                                 | 1                                                                 | 0                                                                 | 0                                                                 | 1        |
|                                                                   |                                                                   |                                                                   |                                                                   |                                                                   |          |
| 9.                                                                | Ausztrália (AUS)                                                  | 0                                                                 | 1                                                                 | 0                                                                 | 1        |
| 9.                                                                | Belgium (BEL)                                                     | 0                                                                 | 1                                                                 | 0                                                                 | 1        |
| 9.                                                                | Spanyolország (ESP)                                               | 0                                                                 | 1                                                                 | 0                                                                 | 1        |
|                                                                   |                                                                   |                                                                   |                                                                   |                                                                   |          |
| 12.                                                               | Dánia (DEN)                                                       | 0                                                                 | 0                                                                 | 2                                                                 | 2        |
| 13.                                                               | Jugoszlávia (YUG)                                                 | 0                                                                 | 0                                                                 | 1                                                                 | 1        |
| 13.                                                               | Norvégia (NOR)                                                    | 0                                                                 | 0                                                                 | 1                                                                 | 1        |
|                                                                   |                                                                   |                                                                   |                                                                   |                                                                   |          |
| Összesen                                                          | Összesen                                                          | 8                                                                 | 8                                                                 | 8                                                                 | 24       |

### Érmesek
| Az 1984. évi nyári olimpiai játékok érmesei evezésben | | | |
| Versenyszám                                           | Arany | Ezüst | Bronz |
| Egypárevezős                                          | Pertti Karppinen · Finnország (FIN) · 7:00.24 | Peter-Mitchael Kolbe · NSZK (FRG) · 7:0219 | Robert Mills · Kanada (CAN) · 7:10.38 |
| Kétpárevezős                                          | Egyesült Államok (USA) · Brad Alan Lewis · Paul Enquist · 6:36.87                                                                                        | Belgium (BEL) · Pierre-Marie Deloof · Dirk Crois · 6:38.19 | Jugoszlávia (YUG) · Zoran Pančić · Milorad Stanulov · 6:39.59 |
| Kormányos nélküli kettes                              | Románia (ROU) · Petru Iosub · Valer Toma · 6:45.39 | Spanyolország (ESP) · Fernando Climent · Luis María Lasúrtegui · 6:48.47 | Norvégia (NOR) · Hans Magnus Grepperud · Sverre Løken · 6:51.81 |
| Kormányos kétevezős                                   | Olaszország (ITA) · Carmine Abbagnale · Giuseppe Abbagnale · Giuseppe Di Capua · 7:05.99                                                                 | Románia (ROU) · Dimitrie Popescu · Vasile Tomoiagă · Dumitru Răducanu · 7:11.21 | Egyesült Államok (USA) · Kevin Still · Robert Espeseth · Doug Herland · 7:12.81                                                                                       |
| Négypárevezős                                         | NSZK (FRG) · Albert Hedderich · Raimund Hörmann · Dieter Wiedenmann · Michael Dürsch · 5:57.55                                                           | Ausztrália (AUS) · Paul Reedy · Gary Gullock · Timothy Mclaren · Anthony Lovrich · 5:57.98 | Kanada (CAN) · Doug Hamilton · Mike Houghs · Phil Monckton · Bruce Ford · 5:59.07                                                                                     |
| Kormányos négyes                                      | Nagy-Britannia (GBR) · Richard Budgett · Martin Cross · Adrian Ellison · Andy Holmes · Steve Redgrave · 6:18.64                                          | Egyesült Államok (USA) · Edward A Ives · Thomas N. Kiefer · Michael Bach · Greg T Springer · John S Stillings · 6:20.28                                                                             | Új-Zéland (NZL) · Brett Hollister · Kevin Lawton · Barrie Mabbott · Don Symonds · Ross Tong · 6:23.68                                                                 |
| Kormányos nélküli négyes                              | Új-Zéland (NZL) · Leslie O'Conell · Shane O'Brien · Conrad Robertson · Keith Trask · 6:03.48                                                             | Egyesült Államok (USA) · David Clark · Johnathan Smith · Philip Stekl · Alan Forney · 6:06.10 | Dánia (DEN) · Michael Jessen · Lars Nielsen · Per H.S. Rasmussen · Eric Christiansen · 6:07.72                                                                        |
| Kormányos nyolcas                                     | Kanada (CAN) · Blair Horn · Dean Crawford · Michael Evans · Paul Steele · Grant Main · Mark Evans · Kevin Neufeld · Pat Turner · Brian McMahon · 5:41.32 | Egyesült Államok (USA) · Walter Lubsen · Andrew Sudduth · John Terwilliger · Christopher Penny · Thomas Darling · Fred Borchelt · Charles Clapp III · Bruce Ibbetson · Robert Jaugstetter · 5:41.74 | Ausztrália (AUS) · Craig Muller · Clyde Hefer · Samuel Patten · Tim Willoughby · Ian Edmunds · James Battersby · Ion Popa · Stephen Evans · Gavin Thredgold · 5:43.40 |

## Női

### Éremtáblázat
(A rendező ország csapata eltérő háttérszínnel, az egyes számoszlopok legmagasabb értéke, vagy értékei vastagítással 
kiemelve.)
| Az 1984. évi nyári olimpiai játékok éremtáblázata női evezésben | Az 1984. évi nyári olimpiai játékok éremtáblázata női evezésben | Az 1984. évi nyári olimpiai játékok éremtáblázata női evezésben | Az 1984. évi nyári olimpiai játékok éremtáblázata női evezésben | Az 1984. évi nyári olimpiai játékok éremtáblázata női evezésben | Olimpia  |
| --------------------------------------------------------------- | --------------------------------------------------------------- | --------------------------------------------------------------- | --------------------------------------------------------------- | --------------------------------------------------------------- | -------- |
|                                                                 | Ország                                                          | Arany                                                           | Ezüst                                                           | Bronz                                                           | Összesen |
| 1.                                                              | Románia (ROU)                                                   | 5                                                               | 1                                                               | 0                                                               | 6        |
| 2.                                                              | Egyesült Államok (USA)                                          | 1                                                               | 2                                                               | 0                                                               | 3        |
|                                                                 |                                                                 |                                                                 |                                                                 |                                                                 |          |
| 3.                                                              | Kanada (CAN)                                                    | 0                                                               | 2                                                               | 1                                                               | 3        |
| 4.                                                              | Hollandia (NED)                                                 | 0                                                               | 1                                                               | 1                                                               | 2        |
|                                                                 |                                                                 |                                                                 |                                                                 |                                                                 |          |
| 5.                                                              | Ausztrália (AUS)                                                | 0                                                               | 0                                                               | 1                                                               | 1        |
| 5.                                                              | Belgium (BEL)                                                   | 0                                                               | 0                                                               | 1                                                               | 1        |
| 5.                                                              | Dánia (DEN)                                                     | 0                                                               | 0                                                               | 1                                                               | 1        |
| 5.                                                              | NSZK (FRG)                                                      | 0                                                               | 0                                                               | 1                                                               | 1        |
|                                                                 |                                                                 |                                                                 |                                                                 |                                                                 |          |
| Összesen                                                        | Összesen                                                        | 6                                                               | 6                                                               | 6                                                               | 18       |

### Érmesek
| Az 1984. évi nyári olimpiai játékok érmesei evezésben | | | |
| Versenyszám                                           | Arany | Ezüst | Bronz |
| Egypárevezős                                          | Valeria Răcilă · Románia (ROU) · 3:40.68 | Charlotte Geer · Egyesült Államok (USA) · 3:43.89 | Ann Haesebrouck · Belgium (BEL) · 3:45.72 |
| Kétpárevezős                                          | Románia (ROU) · Marioara Popescu · Elisabeta Oleniuc · 3:26.75 | Hollandia (NED) · Greet Hellemans · Nicolette Hellemans · 3:29.13 | Kanada (CAN) · Daniele Laumann · Silken Laumann · 3:29.82 |
| Kormányos nélküli kettes                              | Románia (ROU) · Rodica Arba · Horváth Ilona · 3:32.60 | Kanada (CAN) · Elizabeth Craig · Tricia Smith · 3:36.06 | NSZK (FRG) · Ellen Becker · Iris Völkner · 3:40.50 |
| Négypárevezős                                         | Románia (ROU) · Maricica Țăran · Anișoara Sorohan · Ioana Badea · Sofia Corban · Ecaterina Oancia · 3:14.11                                                                               | Egyesült Államok (USA) · Anne Marden · Lisa Rohde · Joan Lind · Virginia Gilder · Kelly Rickon · 3:15.57                                                                          | Dánia (DEN) · Hanne Eriksen · Birgitte Hanel · Charlote Koefoed · Bodil Steen Rasmussen · Jette Hejli Sørensen · 3:16.02                                                                                     |
| Kormányos négyes                                      | Románia (ROU) · Florica Lavric · Maria Friciolu · Chira Apostol · Olga Bularda · Józsa Ibolya · 3:19.30                                                                                   | Kanada (CAN) · Marilyn Brain · Angie Schneider · Barbara Armbrust · Jane Tregunno · Lesley Thompson · 3:21.55                                                                     | Ausztrália (AUS) · Robin Grey-Gardner · Karen Brancourt · Susan Chapman · Margot Foster · Susan Lee · 3:23.29                                                                                                |
| Nyolcas                                               | Egyesült Államok (USA) · Kristen Thorsness · Kristine Norelius · Shyril O'Steen · Carie Graves · Kathryn Keeler · Harriet Metcalf · Betsy Beard · Carol Bower · Jeanne Flanagan · 2:59.80 | Románia (ROU) · Mărioara Trașcă · Lucia Sauca · Doina Șnep-Bălan · Aneta Mihaly · Aurora Pleșca · Camelia Diaconescu · Józsa Ibolya · Mihaela Armășescu · Adriana Bazon · 3:00.87 | Hollandia (NED) · Wiljon Vaandrager · Marieke van Drogenbroek · Harriet van Ettekoven · Catharina Neelissen · Anne Quist · Nicolette Hellemans · Martha Laurijsen · Greet Hellemans · Lynda Cornet · 3:02.92 |